# Nick Washburn
Nicholas Robert Washburn, detto Nick (Mahomet, 28 maggio 1991), è un ex cestista statunitense.

## Palmarès
- Campionati portoghesi: 1

Porto: 2015-16